# Leptopelis ragazzii
Leptopelis ragazzii är en groddjursart som först beskrevs av George Albert Boulenger 1896.  Leptopelis ragazzii ingår i släktet Leptopelis och familjen Arthroleptidae. IUCN kategoriserar arten globalt som sårbar. Inga underarter finns listade i Catalogue of Life.